# إعلان الولايات المتحدة الحرب على ألمانيا النازية
في الحادي عشر من ديسمبر عام 1941، أعلن الكونجرس الأمريكي الحرب على ألمانيا (قانون 77–331، الدورة الأولى، الفصل 564، قانون 796)، بعد ساعات من إعلان ألمانيا الحرب على الولايات المتحدة بعد الهجوم على بيرل هاربور من قبل إمبراطورية اليابان.  تمت الموافقة على التصويت بالإجماع من قبل مجلسي الكونجرس؛ 88-0 في مجلس الشيوخ و393-0 في مجلس النواب.

## نص
في الدورة الأولى
التي بدأت وانعقدت في مدينة واشنطن، يوم الجمعة، اليوم الثالث من شهر يناير/كانون الثاني 1941.
قرار مشترك
إعلان حالة حرب بين حكومة ألمانيا وحكومة وشعب الولايات المتحدة واتخاذ التدابير اللازمة لملاحقة هذه الحالة
نظرًا لأن حكومة ألمانيا أعلنت رسميًا الحرب ضد حكومة وشعب الولايات المتحدة الأمريكية:
لذلك فليكن
قرر مجلس الشيوخ ومجلس النواب في الولايات المتحدة الأمريكية المجتمعين في الكونجرس،
أن حالة الحرب بين الولايات المتحدة وحكومة ألمانيا التي فُرضت على الولايات المتحدة تُعلن رسميًا بموجب هذا؛ "وبهذا، يُفوَّض الرئيس ويُوجَّه باستخدام كامل القوات البحرية والعسكرية للولايات المتحدة وموارد الحكومة لشن حرب ضد حكومة ألمانيا؛ ولإنهاء الصراع بنجاح، فإن جميع موارد البلاد مضمونة بموجب هذا من قبل الكونجرس الأمريكي.
(توقيع) سام رايبورن، رئيس مجلس النواب
(توقيع) هنري أغارد ولاس، نائب رئيس الولايات المتحدة ورئيس مجلس الشيوخ
تمت الموافقة في الحادي عشر من ديسمبر 1941 الساعة 3:05 مساءً بالتوقيت الشرقي

## انظر أيضا

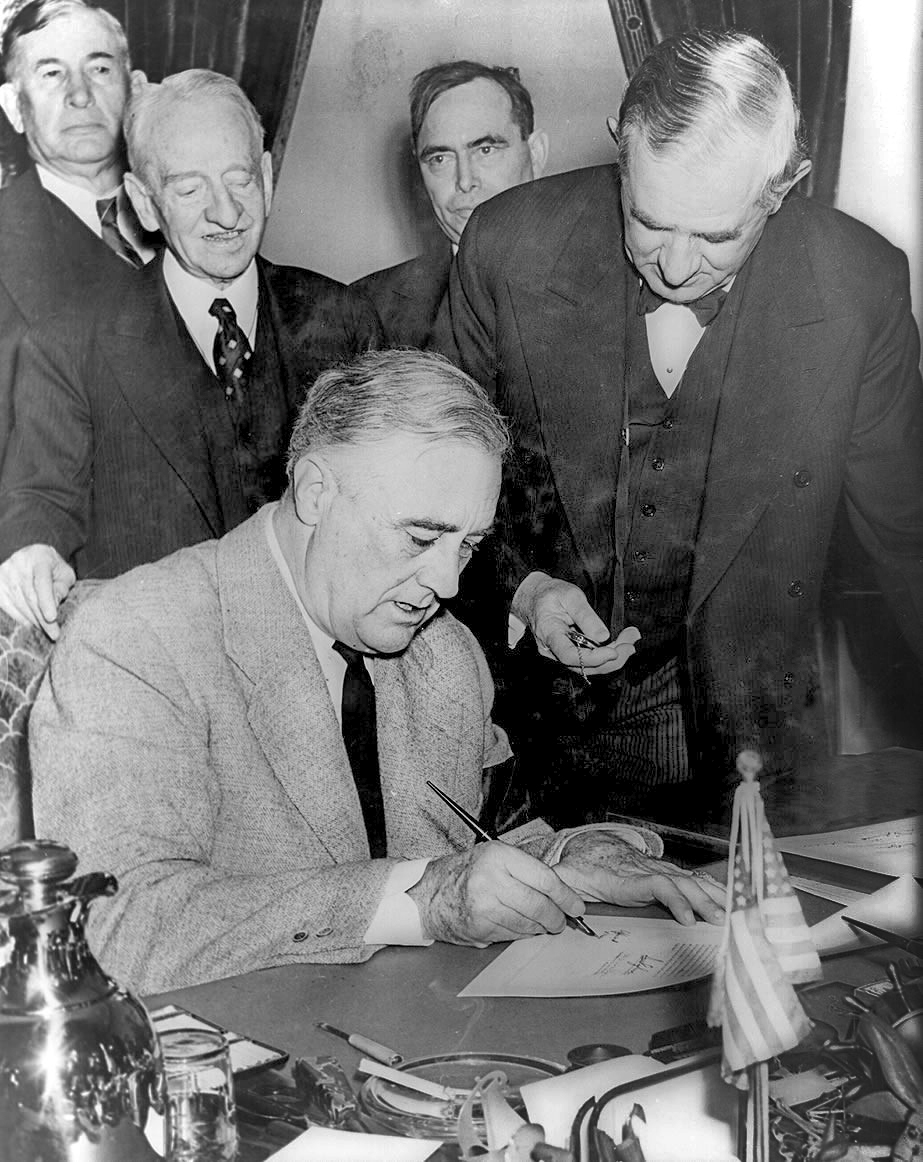
الرئيس روزفلت يوقع إعلان الحرب ضد ألمانيا. يقف السيناتور توم كونالي حاملاً ساعة لتحديد الوقت المحدد للإعلان.